# Amna Suraka

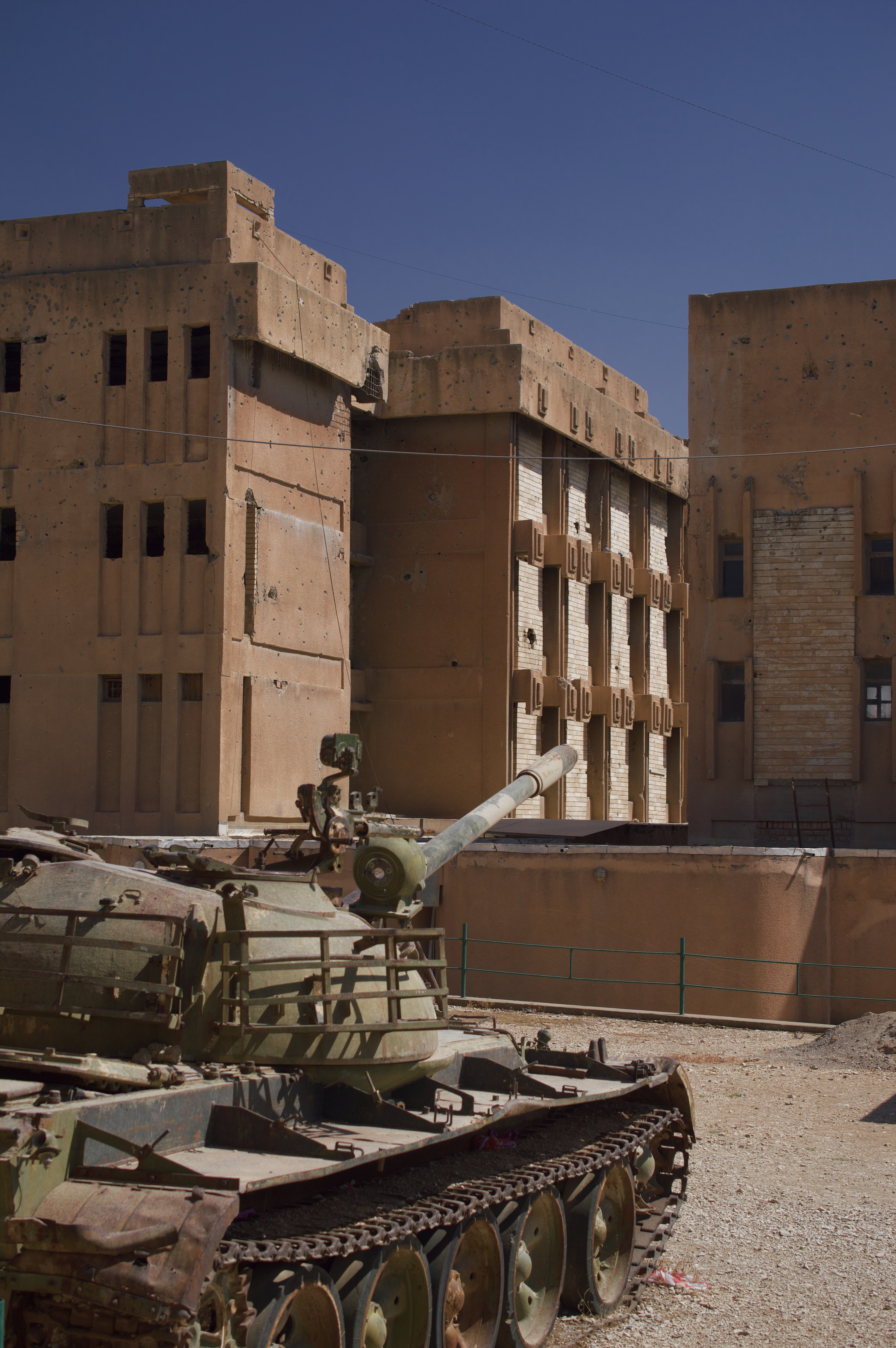
Exterior d'Amna Suraka. El tanc forma part de la mostra del museu

El museu d'Amna Suraka (kurd: مۆزەخانەی ئەمنە سوورەكە; àrab: متحف الأمن الأحمر, matḥaf al-Aman al-Aḥmar; literalment ‘museu de la Seguretat Vermella' o ‘de la Presó Vermella') és un museu a Sulaimaniyya, al Kurdistan iraquià. Antigament era una presó baasista.

## Presó
Del 1979 al 1991, durant el govern de Saddam Hussein a l'Iraq, Amna Suraka va ser la seu del nord de la Mukhabarat, l'agència d'intel·ligència iraquiana. Moltes persones hi van ser empresonades, especialment estudiants, nacionalistes kurds i altres dissidents. Molts hi van ser torturats i violats. La presó va ser capturada pels peixmergues durant les revoltes de l'Iraq del 1991; 800 soldats iraquians es van refugiar a la presó i tots van ser assassinats per les forces kurdes. L'edifici té moltes marques de bala d'aquella batalla.

## Museu
El 2003, es va obrir un museu al lloc per documentar els abusos dels drets humans sota el règim de Saddam Hussein. Al museu s'hi pot entrar de franc i és obert sis dies a la setmana, finançat majoritàriament per la Unió Patriòtica del Kurdistan, un partit polític, tot i que també ha rebut finançament de la família Talabani i del Grup Qaiwan. Les exposicions del museu inclouen maniquins que mostren com les persones eren torturades a la presó i una sala de miralls trencats amb 182.000 fragments que commemoren els kurds assassinats durant la genocida campanya Anfal, amb 4.500 contrallums per representar els pobles kurds destruïts durant la campanya. També hi ha una altra exposició sobre Anfal amb imatges de cossos exhumats i els noms de destacats kurds assassinats o desapareguts. Una darrera exposició tracta sobre els combatents peixmergues assassinats per l'ISIS.
Al museu, la història dels abusos dels drets humans s'utilitza en una narrativa del nacionalisme kurd. Segons Autumn Cockrell-Abdullah, el museu intenta «constituir els kurds com a nació i estat nació i delimitar els límits d'una identitat nacional kurda» fent memòria dels abusos dels drets humans contra els kurds.
El 2013, el reporter de Vice News, Orlando Crowcroft, va anomenar Amna Suraka com «el museu més depriment del món», així com l'atracció turística més gran de Sulaimaniyya.

## Galeria
- Peces d'artilleria exposades a l'exterior
- Cel·la de presó reconstruïda
- Tortura a detinguts amb electricitat i penjament
- Tortura d'un pres per "falanga" o copejament de les plantes dels peus
- Representació d'una presonera que va ser violada fins que va donar a llum un fill
- Saló dels miralls